# Cethosia cyane
Cethosia cyane is een vlinder uit de familie van de Nymphalidae. De wetenschappelijke naam van de soort is voor het eerst geldig gepubliceerd in 1770 door Dru Drury.